# Quality Comics

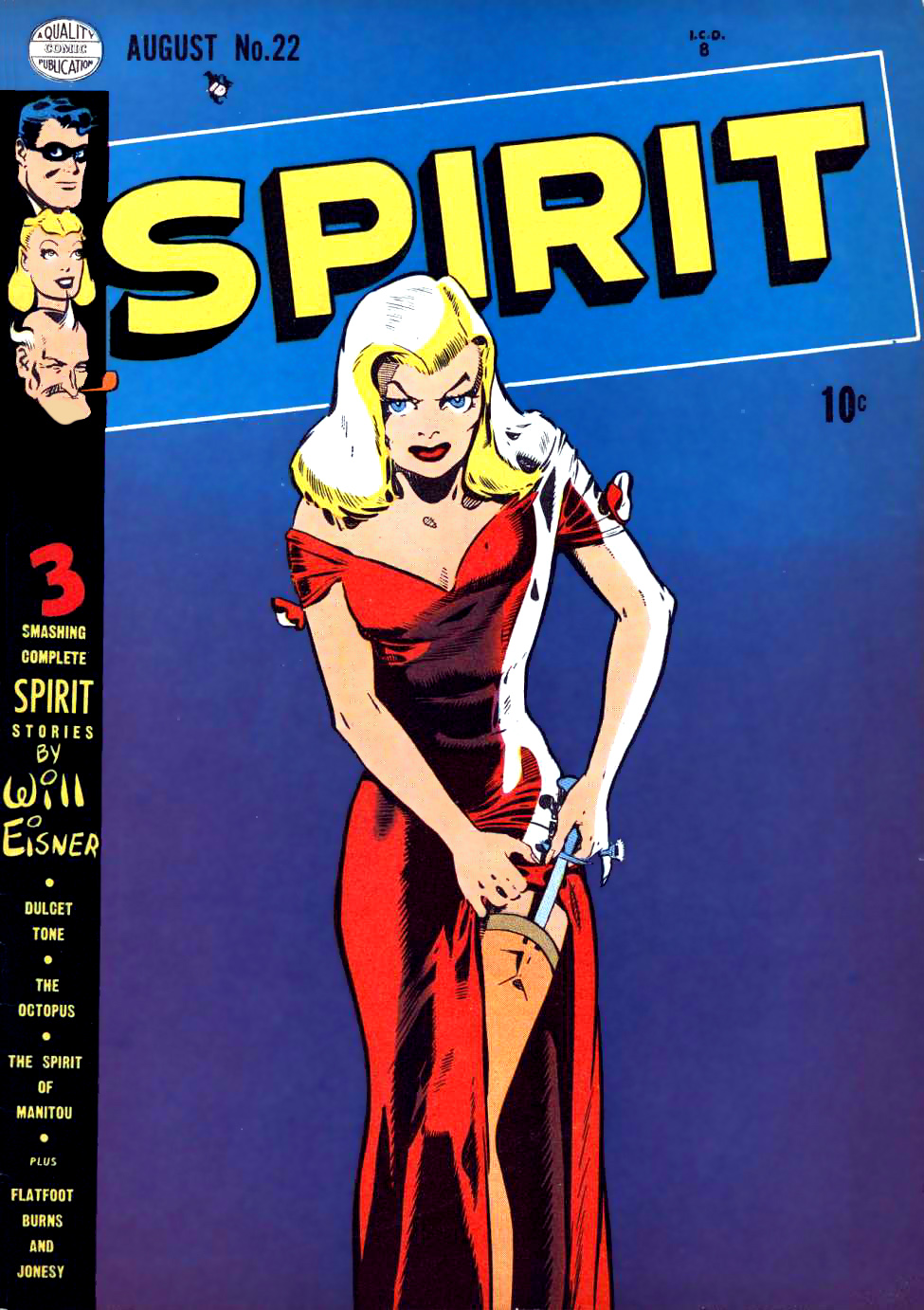

Quality Comics est une maison d'édition américaine de comic books fondée en 1939 par Busy Arnold et disparue en 1956. De nombreux héros de comic books importants furent créés dans des publications de Quality, au premier rang desquels Le Spirit. DC Comics a réutilisé plusieurs de ces personnages après en avoir acquis les droits, comme Plastic Man ou Phantom Lady.